# Dušan Brkić
Dušan (Duško) Brkić (Obrovac, 6. travnja 1913. – Beograd, 28. srpnja 2000.), pravnik, komunist, politički komesar 6. slavonskog korpusa NOVJ i visoki državni rukovodilac NR Hrvatske. Nakon umirovljenja 1950.-ih godina, bavi se likovnom umjetnošću. Kao najviše rangirani političar iz redova srpske etničke zajednice u Hrvatskoj, 1950. godine je smijenjen s mjesta potpredsjednika vlade NR Hrvatske, nakon što je kritizirao postupke vlasti prema selu i seljacima; potom je poslan u politički logor Goli otok, kao "informbiroovac".

## Životopis
Rođen je 1913. godine u Obrovcu u Dalmaciji. Završio je Pravni fakultet u Beogradu, te je postao članom Komunističke partije Jugoslavije prije Drugog svjetskog rata.
Nakon raspada Jugoslavije 1941. godine, Dušan Brkić je bio jedan od organizatora oružanog ustanka u Slavoniji. Tijekom rata bio je politički komesar Šestog slavonskog korpusa NOVJ, vijećnik Antifašističkog vijeća narodnog oslobođenja Jugoslavije (AVNOJ) i član Izvršnog odbora (vlade) Zemaljskog antifašističkog vijeća narodnog oslobođenja Hrvatske. Kao najistaknutiji srpski rukovodilac u Hrvatskoj, Brkić je sekretar ZAVNOH-ova Kluba vijećnika Srba. 1944. godine je među osnivačima Srpskog kulturnog društva "Prosvjeta".
Nakon što je Izvršni odbor ZAVNOH-a preimenovan u Narodnu vladu Federalne Države Hrvatske, Dušan Brkić nosi naslov ministra pravosuđa u toj vladi. Potom je i potpredsjednik Vlade Narodne Republike Hrvatske.
Zajedno s ministrom drvne industrije i šumarstva NR Hrvatske Stankom Opačićem Ćanicom i Radom Žigićem, članom Politbiroa Centralnog komiteta Komunističke partije Hrvatske - koji su osumnjičeni kao dio veće grupe od 25 istomišljenika - isključen je iz komunističke partije 11. rujna 1950. godine, pod optužbom za podupiranje Informbiroa. U situaciji kada nastaju nemiri među srpskim seljacima u Hrvatskoj nezadovoljnim komunističkim "cijeđenjem" sela i sporošću u obnovi u ratu popaljenih kuća, ovu trojicu se krivilo da su predvodnici seljačke pobune: izgleda da su obilazeći nezadovoljne seljake - često bivše partizane - u srpskim selima kritički i s nezadovoljstvom govorili (sloboda govora u Jugoslaviji tog doba apsolutno nije postojala) o postupanju komunističkog rukovodstva Hrvatske. Ocjena njihovih drugova iz komunističkog rukovodstva Hrvatske je bila da oni šire nezadovoljstvo među srbima u ustaničkim krajevima, te šire srpsko-rusofilske i nacionalističkih stavove.
Dana 20. lipnja 1951. godine Javno tužilaštvo za grad Zagreb je Okružnom sudu u Zagrebu podnijelo optužnicu protiv Rade Žigića (prvooptuženi), Dušana Brkića (drugooptuženi) i Stanka Opaćića (trećeoptuženi) za podržavanje Rezolucije Informbiroa, podržavanje politike SSSR-a i IB zemalja, širenje neprijateljske ibeovske i šovinističke propagande, širenje nacionalne mržnje između Srba i Hrvata, radu na slabljenju ekonomske i obrambene snage Jugoslavije, stvaranja ibeovskih ilegalnih grupa, itd.- sve u cilju slabljenja i ugrožavanja državnog uređenja FNRJ te olakšavanja potencijalnog napada na zemlju i rušenja njenog rukovodstva. Naposljetku se od suđenja odustalo, a ova trojica su administrativno - zaštitnom mjerom koju je donijelo Ministarstvo unutrašnjih poslova NR Hrvatske poslani na 24 mjeseca u Politički logor Goli otok.
Nakon izlaska iz zatvora živi Dušan Čanica razmjerno povučeno u Beogradu. Bavi se slikarstvom i kiparstvom, te na Pedagoškoj akademiji u Beogradu diplomira iz likovne umjetnosti. U likovnom radu, uglavnom prikazuje motive iz rodnog kraja.
Na Filološkom fakultetu studira engleski jezik. 1975. je uhićen pod optužbom da se bavio „kontrarevolucionarnom djelatnošću“, te je 12. travnja 1976. godine zajedno s još trojicom okrivljenika osuđen na 8 godina zatvora zbog održavanja veze s „kominformovskom emigracijom“ u Istočnom bloku.
Neki suvremeni srbijanski izvori pripisuju mu - na temelju pričanja sudionika događanja - ključnu ulogu u odvajanju Srijema od Hrvatske i njegovom pripajanju Srbiji nakon Drugog svjetskog rata.